# Christopher Memminger
Christopher Gustavus Memmingen (Vaihingen an der Enz, ducat de Württemberg, 9 de gener de 1803 - Charleston, Carolina del Sud, 7 de març de 1888) va ser un destacat dirigent polític i primer secretari del Tresor dels Estats Confederats d'Amèrica.
El seu pare, Gottfried Memmingen, va ser un militar que va morir en combat un mes després del naixement del seu fill. La seva mare, Eberhardina Kohler Memmingen, va emigrar a Charleston (Carolina del Sud), als Estats Units, però va morir de febre groga el 1807. Christopher va ser enviat a un orfenat.
A l'edat d'onze anys fou portat sota la cura de Thomas Bennett, un prominent advocat i futur governador. Memmingen era molt intel·ligent i va entrar al col·legi Sud Carolina a l'edat de 12 anys i es va graduar segon de la seva classe als 16 anys. Memmingen es va convertir en un advocat d'èxit. Es va casar amb Mary Wilkinson el 1832. Va entrar en la política estatal i va servir en la legislatura estatal de Carolina del Sud des de 1836 fins a 1852 i 1854 a 1860. Memmingen va ser un ferm defensor de l'educació i va ajudar a donar a Charleston un dels sistemes escolars més complets d'àmbit públic al país.

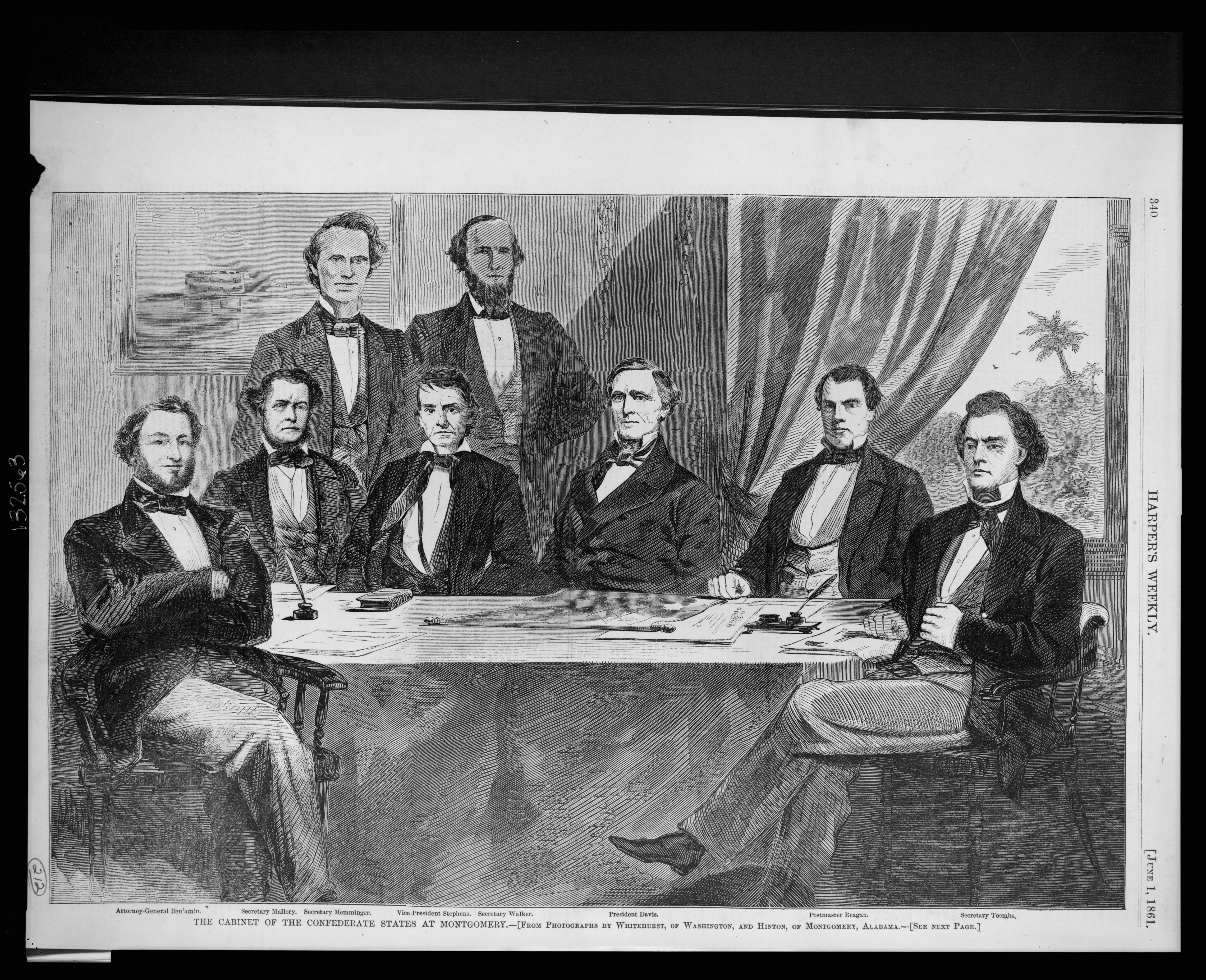
Primer Gavinet de la Confederació, L-R: Judah P. Benjamin, Stephen Mallory, Christopher Memminger, Alexander Stephens, LeRoy Pope Walker, Jefferson Davis, John H. Reagan i Robert Toombs.

Memmingen era considerat un moderat en la qüestió de la secessió. Però després de l'elecció d'Abraham Lincoln, Memmingen va reconèixer que la separació era necessària. Quan Carolina del Sud es va separar dels Estats Units el 1860, Memmingen va escriure la Declaració de les causes immediates que indueixen i justifiquen la secessió de Carolina del Sud de la Unió Federal, que indica les raons de la secessió. Quan altres estats també es va separar, Memmingen va ser seleccionat com a delegat de Carolina del Sud en el congrés provisional, que van formar els Estats Confederats d'Amèrica i va ser el president de la comissió que va redactar la Constitució de la Confederació, en només quatre dies.
Quan Jefferson Davis va formar el seu primer gabinet, Memmingen va ser elegit com a Secretari d'Hisenda el 21 de febrer de 1861. Era tasca difícil, tenint en compte els reptes financers que la Confederació suposava. Memmingen va tractar de finançar el govern inicialment a través de bons i aranzels (i la confiscació d'or de la Casa de Moneda dels Estats Units a Nova Orleans), però aviat es va veure obligat a adoptar mesures més extremes, com ara impost sobre la renda i la moneda fiduciària. Memmingen havia estat un partidari de divises abans de la guerra, però es va devaluar molt i l'emissió de paper moneda, a la fi de la guerra valia menys del dos per cent del seu valor nominal en or.

## Renúncia i últims anys
Memmingen renunciar al seu lloc com a Secretari d'Hisenda el 18 de juliol de 1864 i va ser substituït pel seu company de Carolina del Sud George Trenholm. Memmingen va tornar a la seva residència d'estiu a Flat Rock, al Comtat de Henderson, Carolina del Nord. En els anys de la postguerra, Memmingen va tornar a Charleston, i va rebre un indult presidencial el 1866, va tornar a la pràctica del dret privat i la inversió empresarial. També va continuar el seu treball en el desenvolupament de sistema d'educació pública de Carolina del Sud. A la seva mort fou enterrat al cementiri de Sant Joan de la primera missió Baptista de l'Església Episcopal (Sant Joan de la Wilderness First missió de l'Església Episcopal).